# Condado de Orange (Indiana)
O Condado de Orange é um dos 92 condados do estado americano de Indiana. A sede do condado é Paoli, e sua maior cidade é Paoli. O condado possui uma área de 1 057 km² (dos quais 22 km² estão cobertos por água), uma população de 19 306 habitantes, e uma densidade populacional de 19 hab/km² (segundo o censo nacional de 2000). O condado foi fundado em 1816.